# 东京福祉大学
东京福祉大学（日语：／ Tokyo Fukushi Daigaku *；英語譯名：Tokyo University of Social Welfare[] 错误：{{Lang}}：无文本（帮助））是一所日本的私立大学，簡稱為东福大，本部位於东京都丰岛区。

## 概要

### 大学全体
東京福祉大学，2000年4月之群馬縣伊勢崎市開学的私立大學。设置有通学課程、通信教育課程。学校拥有伊勢崎、池袋、名古屋（2008年開設）、王子（2014年開設）4个校区。
東京福祉大学的運營的學校法人茶屋四郎次郎記念学園的法人本部设置在東京都池袋。

## 歷史

### 傳記
東京福祉大学，2000年4月之群馬縣伊勢崎市開学的私立大學。2006年短期大学部開設。

### 年表
- 2000年 - 中岛恒雄东京福祉大学在群马县伊势崎市开校。最初成立的是社会福利学部社会福利系。与哈佛大学，福坦莫大学第20次联合举办了美国暑期短期研修班。
- 2001年- 东京福祉大学公共讲座开始。举办第1届东京大学社会福祉学园祭“千辉祭”。
- 2003年 - 开设社会福利系社会福利研究生院。
- 2004年 - 开始在社会福利学院开设保育员培训课程。在中国黑龙江大学开始短期留学项目。
- 2005年 - 在社会福利部开办了一家托儿所。
- 2006年 - 开设大专儿童科。社会福祉研究科在池袋卫星校区开始夜间和周六通勤。现在国内短期出国留学是一年两次，目的地也换成了海南师范大学和上海师范大学。
- 2007年 - 法人名称由“学校法人东京福士大学”变更为“学校法人白次郎茶屋纪念学园”。在教育学系、教育学部、社会福祉研究科内设立儿童学科。开始韩国短期留学项目。
- 2008年 - 开设池袋校区和名古屋校区。社会福利研究科临床心理学学科改组为心理学研究科临床心理学学科。开始面向专业人士的公开讲座。开办特需教育专业课程。
- 2009年 - 相泽英之出任第三任校长。设立心理学部心理学系。在名古屋校区举行了第一届文化节“文化展示”。推出使用互联网的大学院学习系统“moodle”。开设育儿专业公开讲座。
- 2010年 - 东京福士大学学园祭“千辉祭”在池袋校区举行。
- 2011年 - 松原达也就任第四任校长。设立教育学研究科。
- 2013年 - 藤田伍一出任第五任校长。
- 2014年 - 开设八王子校区，心理学部迁往此校区[4]。在社会福利学部社会福利学部开设经营福利专业，社会福利研究生院开设经营福利课程。  *2017年 - 开设教育学部教育学科学校教育系、国际教育系。[5]
- 2018年 -社会福利部保育保育系改组为保育保育系。

## 组织

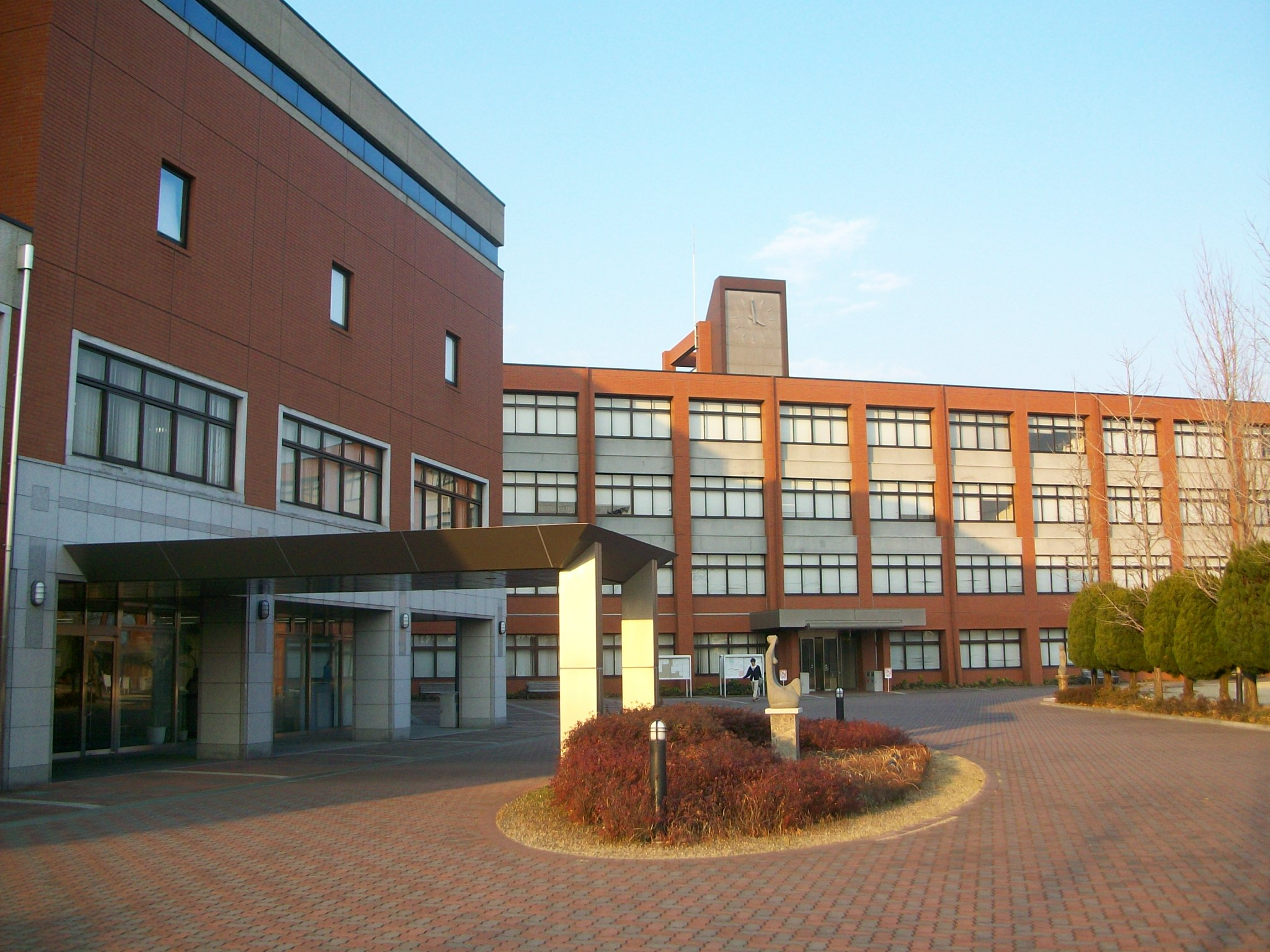
伊势崎校区

### 学部（本科）
- 社会福祉學部
  - 社会福祉學科
    - 社会福祉专业
    - 精神保健福祉专业
    - 经营福祉专业

  - 保育儿童学科
- 教育学部
  - 教育学科

- 心理学部
  - 心理学科

### 大学院（研究所）
- 社会福祉学研究科
  - 社会福祉学专业
  - 儿童学专业

- 教育学研究科
  - 教育学专业

- 心理学研究科
  - 临床心理学专业

### 别科
- 留学生別科

### 短期大学
- 东京福祉大学短期大学部

## 相關事件

### 問題

#### 行為爭議
東京福祉大學的創立者兼原校長中島恆雄，於2008年因猥褻、強姦學校員工未遂判刑，被禁止參與大學的一切事務。

#### 總務涉嫌贪污
經營東京社會福利大學的學校法人“茶屋四郎次郎記念学园”的前總務部經理解约并侵吞了該大學的定期存款，其於2011年3月至2012年10月期间，分45次挪用了該大學共计约1億日元的运营费用。

#### 教育問題
2014年度文部科学省「設置計画履行状況等調査」指出其中有不少問題。

#### 留學生
東京福祉大學擁有日本第二多的外國學生，其中包含不少中國大陸、越南、尼泊爾的留學生，卻傳出在2018至2019年內有743名留學生下落不明。2017至2019年的失蹤人數一共有1610人。使該校被文部科學省在2019年要求該校目前先暫停招收新生，即使收到居留簽證或學生簽證的申請，入管廳也不會核可。
目前法務省入國管理局已經確認，2017年入學的數十名留學生在他們的留學簽證到期後依舊留在日本，成為非法居留。東京福祉大學已被勒令停止招生「研究生」或外國學生。此外，中国留学生的收费，即学费和入学金总额要较他国家学生的费用高出24万日元之多。2018年度留學生最高峰時，該校的補助款只有往年一半，也令人匪夷所思。
2020年1月，文部科學省依據日本私立學校振興、共濟事業團（日本私立学校振興・共済事業団）的審查本案結果，決定不撥給2020年度補助款予東京福祉大學。

## 外部連結
- 东京福祉大学網頁（页面存档备份，存于）（日語）